# Carl Van Roeyen
Carl Van Roeyen (1971) is een Belgische voormalige atleet, die gespecialiseerd was in het hoogspringen. Hij veroverde vier Belgische titels.

## Biografie
Van Roeyen werd in 1993 Belgisch indoorkampioen hoogspringen. In 1995, 1997 en 1998 veroverde hij outdoor de Belgische titel. Hij was aangesloten bij Olse Merksem en Atletica ‘84.

## Belgische kampioenschappen
Outdoor
| Onderdeel    | Jaar             |
| ------------ | ---------------- |
| hoogspringen | 1995, 1997, 1998 |

Indoor
| Onderdeel    | Jaar |
| ------------ | ---- |
| hoogspringen | 1993 |

## Persoonlijke records
Outdoor
| Onderdeel    | Prestatie | Datum        | Plaats  |
| ------------ | --------- | ------------ | ------- |
| hoogspringen | 2,20 m    | 12 juli 1997 | Brussel |

Indoor
| Onderdeel    | Prestatie | Datum           | Plaats |
| ------------ | --------- | --------------- | ------ |
| hoogspringen | 2,17 m    | 7 februari 1993 | Gent   |

## Palmares
hoogspringen
- 1993:  BK indoor AC – 2,17 m
- 1995:  BK AC – 2,06 m
- 1996:  BK indoor AC – 2,07 m
- 1996:  BK AC – 2,00 m
- 1997:  BK AC – 2,10 m
- 1998:  BK AC – 2,05 m
- 1999:  BK indoor AC – 2,10 m
- 1999:  BK AC – 2,00 m